# أوتو كلوب ريفولوشن
أوتو كلوب ريفولوشن (بالإنجليزية: Auto Club Revolution)‏ ، هي لعبة فيديو من نوع سباق السيارات ، أنتجت عام 2013م ، وتحميل اللعبة بالمجان ، وهي عبارة عن اختيار السيارات الرياضية المحدودة.

## وصلات خارجية
- الموقع الرسمي